# 第五位莎莉
《第五位莎莉》（英語：The Fifth Sally）是首屆雨果獎得主丹尼爾·凱斯的作品，於1980年發表。

## 故事簡介
故事主角莎莉原本是一個善良的女子，但童年時遭遇極大的刺激——祖父對她的性騷擾、父親的失蹤、後父的對待，使莎莉漸漸發裂出不同的人格以應付不同的事情，貝蕾負責舞台上的演出及滿足性的渴求，娜拉則是知識的管理者，金尼是莎莉每次遇到不幸事情的擋箭牌，黛芮是樂天派代表，這情形在心理學上被稱為多重人格。
然而，莎莉對自身的情況並不知情，在其他人格表面化時，莎莉往往會認為自己失去了時間，而且對其他人格的所作所為毫不知情，再者，多重的人格心理是自相矛盾及充滿衝突，莎莉對此深感恐懼，於是向心理醫生羅傑求助，羅傑認為應該將不同人格融合，成為第五個莎莉。